# Henderson Eels FC
El Henderson Eels FC es un equipo de fútbol de Islas Salomón que juega en la S-League, la primera división de fútbol en el país.

## Historia
Fue fundado en el año 2010 en la capital Honiara y es propiedad del director de Advance Technology Limited Hudson Wakio junto a su esposa Hellen Wakio, y pasó sus primeros años solo en la Liga de Honiara hasta que llega a jugar en la S-League por primera vez en la temporada 2017/18. En esa temporada gana la Liga de Honiara por primera vez, además de que cuenta con una sección de fútbol sala.
En la temporada 2018 termina en segundo lugar de la S-League, logrando la clasificación a la Liga de Campeones de la OFC 2019, la que es su primera aparición en un torneo internacional, donde es eliminado en la ronda de cuartos de final por el Team Wellington de Nueva Zelanda.
En la temporada 2020-21 consiguió el primer título de su historia de la S-League derrotando 6-0 a Southern United FC.

## Palmarés
- S-League: 1

2021
- Liga de Honiara: 1

2017

## Participación en competiciones de la OFC
| Temporada | Torneo                      | Ronda            | Club             | Resultado |
| --------- | --------------------------- | ---------------- | ---------------- | --------- |
| 2019      | Liga de Campeones de la OFC | Fase de grupos   | Morobe Wawens FC | 7-0       |
| 2019      | Liga de Campeones de la OFC | Fase de grupos   | Lautoka FC       | 6-5       |
| 2019      | Liga de Campeones de la OFC | Fase de grupos   | AS Central Sport | 2-3       |
| 2019      | Liga de Campeones de la OFC | Cuartos de final | Team Wellington  | 1-6       |
| 2020      | Liga de Campeones de la OFC | Fase de grupos   | Toti City FC     | 3-3       |
| 2020      | Liga de Campeones de la OFC | Fase de grupos   | Malampa Revivors | 2-2       |
| 2020      | Liga de Campeones de la OFC | Fase de grupos   | Lautoka FC       | 3-2       |
| 2020      | Liga de Campeones de la OFC | Cuartos de final | Por definir      |           |